# Paarsgewijs relatief priem
In de getaltheorie is een verzameling van gehele getallen paarsgewijs relatief priem als voor elk paar getallen {\displaystyle a} en {\displaystyle b} geldt dat ze onderling ondeelbaar zijn, {\displaystyle a} en {\displaystyle b} hebben steeds 1 als grootste gemene deler. Paarsgewijs relatief priem komt in de Chinese reststelling voor.
Het is behalve de verzameling van de getallen te noemen ook mogelijk alle getallen in de verzameling op te sommen. Neem {\displaystyle V=\{a,b,c\}}, dan zijn de beweringen dat {\displaystyle a,b} en {\displaystyle c} paarsgewijs relatief priem zijn en dat de verzameling {\displaystyle V} paarsgewijs relatief priem is hetzelfde.
Een verzameling gehele getallen {\displaystyle V=\{p_{1},\ldots ,p_{n}\}} is paarsgewijs relatief priem dan en slechts dan als
{\displaystyle {\text{ggd}}(p_{i},p_{j})=1} voor alle geordende paren {\displaystyle \left(p_{i},p_{j}\right)} met {\displaystyle p_{i},p_{j}\in V} en {\displaystyle i\not =j}.

## Voorbeelden
- De verzameling { 10, 7, 33, 13 } is paarsgewijs relatief priem want elk paar van getallen heeft 1 als grootste gemene deler:

{\displaystyle \mathrm {ggd} (10,7)=\mathrm {ggd} (10,33)=\mathrm {ggd} (10,13)=\mathrm {ggd} (7,33)=\mathrm {ggd} (7,13)=\mathrm {ggd} (33,13)=1}.
- De verzameling { 10, 7, 33, 14 } is niet paarsgewijs relatief priem aangezien

{\displaystyle \mathrm {ggd} (10,14)=2\neq 1} en ook {\displaystyle \mathrm {ggd} (7,14)=7\neq 1}.